# Les Tilkin
 (février 2018).
 (5 avril 2016).
Les informations dans cet article sont mal organisées, redondantes, ou il existe des sections bien trop longues. Structurez-le ou soumettez des propositions en page de discussion.
Avec le temps, il arrive que le contenu présent dans un article devienne désordonné. Il est souvent nécessaire de réorganiser l'article de fond en comble.
- Il faut tout d’abord répartir le contenu de l'article en plusieurs sections. Les informations doivent ensuite être exposées clairement et le plus synthétiquement possible, regroupées par sujet afin d'éviter les doublons. Quelqu'un cherchant une information précise doit pouvoir la trouver rapidement en lisant la section appropriée.
- À l'intérieur de chaque section, le texte, souvent initialement sous la forme de phrases éparses, doit être regroupé dans des paragraphes de quelques lignes, en assurant un enchaînement logique et une cohérence entre les phrases.
- Lorsque l'article ou l'une de ses sections développe trop longuement un point qui n'est pas dans le cœur du sujet traité, il convient de faire une synthèse et de transférer l'ancien contenu dans des articles plus appropriés (en cas de transfert, il faut impérativement respecter la procédure Aide:Scission).

Si vous pensez que ces points ont été résolus, vous pouvez retirer ce bandeau et améliorer le plan d'un autre article.
Les Tilkin (ou La Famille infernale) est un feuilleton humoristique radiophonique écrit par Marc Moulin, anciennement diffusé dans l'émission La Semaine infernale (RTBF La Première), et joué par les membres de l'équipe.

## Synopsis
Les Tilkin raconte les (més)aventures de la famille Tilkin, une famille de la classe moyenne bruxelloise résidant à Wezembeek-Oppem.

## Personnages
Ne sont repris ici que les personnages présents dans plusieurs épisodes.
- Marc Moulin : Émile Tilkin, le papa, employé chez l'assureur Pletinckx Prévoyance
- Philippe Geluck :
  - Lucienne Tilkin, la maman
  - Bobonne, Henriette, la mère de Lucienne Tilkin[1]
- Virginie Svensson (de son vrai nom Myriam Delhaye) : Valérie Tilkin, la fille
- Jean-Pierre Hautier :
  - Olivier Tilkin, le fils
  - Georges Pletinckx, patron de M. Tilkin
  - René Bovesse, ami de la famille, gérant d’une agence de publicité dans une région rurale de Wallonie
- Jacques Mercier : 
  - Whisky, le chien de la famille
  - Oncle Jean, frère de Lucienne et prêtre
- Jules Metz : Monsieur Teteux, voisin, vétéran de la guerre de Corée et qui vient régulièrement chez les Tilkin pour emprunter du sucre car son épouse Germaine a oublié dʼen acheter
- Jean-Jacques Jespers :
  - Arsène Depauw, le plombier, amateur de « la dernière bien bonne »
  - Confrontación, la bonne espagnole des Pletinckx
- Soda :
  - Marie-Louise Pletinckx, épouse de Georges Pletinckx
  - Raymonde Bovesse, épouse de René Bovesse
  - Barbara, une jeune Anglaise au pair chez les Tilkin, qui apprend essentiellement des mots d’argot.
- Pierre Guyaut :
  - Kevin, prétendant de Valérie.
  - Umberto Baresilla, un amour de jeunesse de Lucienne.
- Hugues Dayez
  - Elliot Pirlez, un ancien client d’Émile, bête et gaffeur, qui deviendra son associé après la perte de son emploi.
- Éric De Staercke
  - Le baron Gontran de Quincy, membre du prestigieux Elite Club

### Personnages muets
Ces personnages sont régulièrement cités dans l'histoire même si on n’entend jamais leur voix.
- Madame Germaine Teteux, voisine des Tilkin[2]
- Monsieur Raymond Bultinckx, patron du restaurant Le Homard d'Or et gros client de Pletinckx Prévoyance
- Amaury, fils des Pletinckx et prétendant de Valérie

### Autres personnages
- Marcello, le mainate qui ne sait dire que René, du nom d'un autre mainate qu'il a perdu de vue.

## Résumé des épisodes
La série comporte au total 146 épisodes. La liste des épisodes est incomplète et non exhaustive. Pendant les premiers mois de la série, un gag était que tous les épisodes étaient le « 4e épisode ». Par la suite, les épisodes sont annoncés à l’antenne par leur numéro chronologique.

### La famille infernale part en vacances'
Toute la famille est nerveuse au moment de sʼélancer à deux heures du matin pour 18 heures de route jusquʼau camping de Ramatuelle. Olivier pleurniche car il nʼa plus de piles pour son walkman et Lucienne se rend compte quʼelle a oublié de souscrire à lʼassurance Mondial Assistance. Émile sʼinsurge contre lʼimprovisation qui règne parmi les membres de sa famille. Un gendarme à moto (interprété par Jules Metz) arrête la voiture en chemin pour défaut de feu stop, pneus lisses et absence de plaque dʼimmatriculation sur la caravane.

### Les dents de la grand-mère
Cʼest samedi. Lucienne a profité de lʼabsence dʼÉmile pour inviter Bobonne à la maison, sachant que les deux ne sʼentendent pas. Bobonne (interprétée par Pierre Guyaux) est désemparée de ne plus mettre la main sur son dentier. Trouvant la maison étonnamment calme et sans les aboiements caractéristiques toutes les vingt secondes, la famille se rend compte que cʼest leur chien Whisky qui a accaparé le dentier.

### Lʼaugmentation
Lucienne et Émile ont mis les petits plats dans les grands pour recevoir les Pletinckx à dîner. Émile espère en effet demander à son patron une augmentation à la fin du repas. Georges annonce dès lʼentrée que la crise et la perspective de lʼouverture du marché européen menacent lʼentreprise, mais il espère offrir à Émile une augmentation… de ses déplacements professionnels et lui confiant en plus de ses responsabilités actuelles celle de la prospection commerciale dans la province de Limbourg.

### Whisky fait de la pub
Whisky a été retenu pour tourner dans une publicité pour un aliment pour chiens. Lʼéquipe de tournage débarque chez les Tilkin, qui espèrent figurer dans la publicité. Ils déchantent lorsque le réalisateur (interprété par Jacques Mercier) leur préfère une actrice professionnelle pour tourner la scène. Devant leur insistance pour passer à la télévision, vu quʼils ont déjà informés tous leurs amis de leur prochain passage, le réalisateur consent à les filmer pour une séquence du Festival du Rire où on les voit se faire bombarder de tartes à la crème.

### Lʼanniversaire de Papa
Cʼest lʼanniversaire dʼÉmile. Lucienne a préparé les gambas à lʼail et le mousseux. Le cadeau est un lecteur de CD portable, quʼÉmile essaie tout de suite, pendant le repas. Assourdi par le casque, et tout en sʼexclamant que « le son est magnifique », il chante à tue-tête pendant le repas, au grand dam des autres membres de la famille. Lorsque Valérie parvient, en lui brandissant un papier sous les yeux, à le convaincre dʼarrêter lʼappareil, il le confie à Lucienne pour quʼelle essaie à son tour. Cʼest alors Lucienne qui se met à chanter à tue-tête.

### Do You Speak Tilkin?
Son patron lui ayant enjoint dʼapprendre lʼanglais, vu la perspective dʼouverture des marchés européens, Émile est absorbé par ses cassettes de cours de langues, au point quʼil mélange le français et lʼanglais pour communiquer avec ses propres enfants ainsi quʼavec madame Pletinckx, qui débarque à la recherche de Lucienne. Cette dernière est introuvable, Émile la croyant au cours de yoga alors que Marie-Louise sʼévertue à faire comprendre à Émile, qui sʼobstine à vouloir lui parler en anglais, que cʼest impossible puisque la leçon du jour a été annulée. Finalement, Lucienne téléphone, ayant cru que le rendez-vous était chez Marie-Louise.

### Pierre qui roule nʼamasse média
Première apparition du plombier, qui sʼenthousiasme de rencontrer la fameuse famille Tilkin dont il écoute les aventures dans La semaine infernale. Les autres membres de la famille, ainsi que madame Pletinckx, sont particulièrement mal à lʼaise de savoir que leur vie est étalée à la radio et dʼêtre reconnus en public. Lucienne, qui se sent mal, fait appel à un médecin. Cʼest le docteur G. (interprété par Philippe Geluck) qui se présente. Valérie est impressionnée quʼune telle célébrité est présente chez eux. Émile propose au docteur G. de lui assurer sa voiture, mais se défile lorsque ce dernier lui répond posséder une Lada. Émile et le docteur G. se rendent compte quʼils passent tous les deux à la radio mais sans se connaître puisque leurs émissions respectives sont à des heures légèrement différentes.

### Un régime dictatorial
Lucienne veut mettre Émile au régime. Celui-ci compare les plats auxquels il a désormais droit comme une agonie. Lorsque monsieur Teteux arrive pour demander dʼemprunter du sucre, Émile lui annonce quʼil peut prendre tout le sucre mais aussi tous les aliments de la maison car « ça ne nous intéresse plus, nous sommes au-dessus de tout ça, nous sommes trop gros ».

### Les Tilkin aux sports d'hiver
Cet épisode voit la rencontre entre les Tilkin et les Bovesse, dans un chalet en Suisse autour d’une fondue valaisanne. La neige ne se décide toutefois pas à tomber. René Bovesse met Lucienne au défi de casser un verre par la seule œuvre de sa voix. Les vocalises de Lucienne n'ont pour effet que de déclencher la neige. René en déduit son prochain slogan publicitaire : « Val Saint-Lambert, l’épreuve du temps, les chiens aboient, le cristal passe. »

### Le Homard d'Or est toujours debout
Émile vient d'être récompensé comme Employé de l'Année chez Pletinckx Prévoyance. Il est donc invité au restaurant par son patron, en compagnie de leurs épouses respectives. Pas de chance, il a rencontré 17 clients pendant la journée et espérait aller dormir. Émile s’endort sur sa chaise dès son arrivée au restaurant, tandis que Lucienne tente vainement de faire croire qu’il fait sa prière ou qu’il est en transe. Réveillé en sursaut par les autres convives, qui lui demandent ce qu’il va manger, Émile répond : « Un croissant, deux œufs sur le plat et café au lait, comme d’habitude. »

### Tilkin Channel
Émile est très fier de son nouveau caméscope. Il montre à Lucienne l’émission Le journal des Tilkin qu’il a réalisée. Présentée par le plombier, l’émission couvre des reportages palpitants, comme l’intoxication alimentaire des invités chez les Bovesse, l’avis de Georges Pletinckx sur l’ouverture des marchés européens dès 1993 ou encore les cours de lambada par correspondance que suit Lucienne.

### Pardonnez aux pauvres pêcheurs
Les ronflements d’Émile empêchent Lucienne de dormir. Quittant le lit à 5 heures du matin, elle découvre que le plombier a été enfermé dans la cave. Elle met de la dance music comme fond musical pour qu’il puisse téléphoner à sa femme et lui faire croire qu’il a passé la nuit en ville avec un ancien ami de régiment. C’est alors que les Pletinckx débarquent pour partir à la pêche, que le chien Whisky hurle à la mort, tandis que monsieur Teteux, réveillé par le bruit anormal, débarque avec son fusil. Le quiproquo est total.

### Le répondeur
Monsieur Tilkin vient d'acheter un répondeur téléphonique. Après une installation laborieuse, où Olivier lui lit le mode d’emploi, truffé de termes techniques incompréhensibles, Émile entame l’enregistrement du message d’accueil : « Bonsoir, vous êtes bien au 735 31 55, le numéro de la famille Tilkin. Nous sommes absents pour le moment et nous ne pouvons répondre à votre appel. Attendez le signal sonore et laissez-nous un message comportant votre nom, votre prénom, le motif de votre appel ainsi que le jour et l’heure de votre appel et nous vous rappelerons dès notre retour au numéro de téléphone que vous voudriez bien nous indiquer dans votre message. Parlez franchement, vous avez deux minutes pour vous exprimer. »  Les autres membres de la famille lui font de multiples observations sur son message (trop long, informations inutiles, etc.) et lui font recommencer à plusieurs reprises son enregistrement. De plus en plus énervé à chaque modification demandée, Émile finit par enregistrer le message suivant en hurlant : « Bonjour. Tilkin. Signal sonore. », puis le raccourcit encore en : « Bonjour. Tilkin. Signal. », ce qui fait craindre aux autres membres de la famille que les appelants vont prendre ceci pour un message codé. De guerre lasse, Émile se résigne à enregistrer comme message d'accueil : « Allô ? ».

### Le répondeur 2
Pour être sûr de l'efficacité de son répondeur téléphonique, Monsieur Tilkin se rend à la cabine téléphonique du coin pour appeler chez lui.

### Le répondeur 3
Lucienne est agacée de voir Émile en permanence occupé à tester son nouveau répondeur. Les appelants successifs sont surpris quand quelqu'un décroche, habitués à faire face systématiquement au répondeur. Lorsque son patron appelle pour demander de venir en urgence accueillir des clients japonais, Émile simule un message de répondeur pour se défiler.

### Les travaux
Le moral est au plus bas chez les Tilkin : les travaux n'en finissent pas et Olivier ne retrouve même plus son atlas pour chercher la capitale du Honduras.

### La lettre
Monsieur Tilkin doit absolument écrire à son contrôleur fiscal, M. Vastesaeger, pour obtenir une réduction d'impôts. Mais toute la ville semble s'être liguée pour que la lettre ne soit jamais écrite.

### Un boyfriend n'est jamais perdu
Invité chez les Pletinckx, Émile apprend de Lucienne que leur fille Valérie entretient une relation avec Amaury, le fils Pletinckx.

### Les Bovesse en Amérique
Les Bovesse reviennent des États-Unis et sont invités chez les Tilkin pour leur montrer les diapositives de leur voyage. C'est à nouveau le branle-bas de combat : on cherche le projecteur de diapositives et les toilettes sont toutes les deux en panne.

### Les WC étaient fermés de l'intérieur[5]
Monsieur Tilkin a cassé la clef des toilettes alors qu'il y était enfermé. Madame Tilkin supplie le plombier de faire quelque chose pour sortir son mari de là quand les Pletinckx arrivent pour le dîner.

### Télé-Prévoyance
Lucienne a organisé un brunch et invité les amis pour assister au reportage sur Pletinckx Prévoyance sur la chaîne télévisée RTL. Tout le monde déchante lorsqu'il s'avère que le reportage est en luxembourgeois.

### Un coup de four
En rangeant la cuisine, Lucienne reçoit le four micro-ondes sur la tête. Elle perd complètement la mémoire et ne reconnaît plus ses proches ni qui elle est. Tout le monde s’efforce de lui parler pour lui faire retrouver la mémoire mais sans succès. C’est par hasard alors que le plombier évoque le WC qu’il est venu réparer que ce mot lui fait subitement retrouver ses esprits.

### Au plus haut niveau
Incompréhension totale pour Émile lorsque Lucienne et Madame Pletinckx entament une discussion scientifique et littéraire de haut niveau où elles citent sans hésitation l’étymologie des mots employés ou encore des citations ou références historiques précises. Se sentant dépassé et vexé, il s’en confie au plombier, espérant pouvoir avoir une conversation simple, mais ce dernier lui répond en lui récitant la biographie de Leibniz.

### Le retour du plombier
Le plombier et Émile ont eu des mots. Invité chez les Pletinckx, Émile se retrouve enfermé dans l’ascenseur. Le plombier, qui travaillait précisément chez les Pletinckx ce jour-là, est appelé à la rescousse. Mais pour libérer Émile, il impose ses conditions : Émile devra remplacer les « À bas le plombier » qu’il a écrit dans les WC par des inscriptions « Vive le plombier ».

### Fin de parcours
Malgré les efforts de madame Pletinckx pour lui remonter le moral, Lucienne se déclare « au bout du rouleau », alors que les vacances familiales à Torremolinos approchent. Le plombier a, quant à lui, apporté un cadeau de réconciliation à Émile, un magnifique cigare, qu’il a confisqué à son fils. Le cigare explosera finalement après qu’Émile l’a allumé.

### Un come-back retentissant
Lucienne raconte à Marie-Louise l’accident d’Émile pendant les vacances à Torremolinos, où il a reçu un scooter marin sur la tête. Elle est tellement bouleversée qu'elle en arrive à vouloir « surgeler un peu d'eau bouillante » afin de « n'avoir plus qu'à la dégeler au cas où elle voudrait faire du thé ». Ayant perdu la mémoire, Émile se prend désormais pour l'Émir du Kahadab en exil, qui ânonne des phrases dans un sabir incompréhensible. À la surprise générale, monsieur Teteux comprend le dialecte utilisé.

### Mazani Gonga Ghini
(suite de l’épisode Un come-back retentissant)
L’état d’Émile ne s’améliore pas. Il essaie d’étrangler son patron Georges Pletinckx, ayant pris celui-ci pour un traître. C’est monsieur Teteux qui parviendra à lui faire lâcher prise en lui récitant, en langue locale, ce vieux dicton de l’Émirat de Kahadab qui signifie « Mange ce que tu tues ».

### Le concours Reine Élisabeth
Bobonne, la maman de Lucienne, débarque dans la famille. Son magnétoscope est en panne et elle veut regarder les six cassettes des finales du Concours Reine Élisabeth.

### Deux nouveaux pensionnaires
Débarquant une nouvelle fois chez les Tilkin, cette fois-ci parce que le chauffe-eau produit uniquement de l’eau froide et gazeuse, le plombier fait la connaissance de Marcelo le mainate et de Barbara (interprétée par Jean-Jacques Jespers), la jeune Anglaise, qui était arrivée en Belgique comme jeune fille au pair et que les Tilkin ont recueillie à l’aéroport. Lucienne lui annonce l’arrivée prochaine en provenance du Canada de la mère Molly, qui voyage en bateau tandis qu’elle a fait voyager son mainate en avion. Barbara ne parle qu’anglais et Émile, qui affirme parler un anglais « plus littéraire » et que visiblement aucun Anglais ne comprend, tente de communiquer avec elle, sans succès. C’est heureusement le plombier qui vient à la rescousse.

### La mère Molly
La mère Molly (interprétée par Jean-Pierre Hautier), parente éloignée d’Émile, s’est installée chez les Tilkin et distribue sans scrupules tous leurs biens et leur nourriture aux pauvres du quartier, au point que Lucienne avoue devoir désormais s’approvisionner pour un repas à la fois et « cuisiner dans la clandestinité ». Alors que Lucienne maudit la famille d’Émile, celui-ci reçoit une lettre lui annonçant un héritage à recevoir de son oncle d’Argentine, Constant Taquet, qui a fait fortune en imposant le camembert en Amérique du Sud.

### Retour
La mère Molly est décédée, laissant son mainate aux mains des Tilkin ainsi que son fils adoptif, Radovan Neonažić (interprété par Jacques Mercier). Émile a perdu son travail à Pletinckx Prévoyance et travaille à présent comme veilleur de nuit dans un supermarché.

### Blagues par téléphone
Émile a monté avec Elliot un service de blagues par téléphone. Successivement, Elliot, Émile, Lucienne et madame Bovesse essayeront vainement de faire rire une cliente qui appelle en lui racontant la même blague éculée.

### Le spectacle pour enfants
Ayant renoncé à son business de blagues par téléphone, Émile envisage à présent de créer un spectacle pour enfants intitulé Ronron et Nonosse au pays de la maison, dans lequel Elliot, Valérie, Lucienne et monsieur Teteux seraient costumés en animaux. Lucienne prédit l’échec cuisant de cette initiative.

### Les dettes
Dialogue au lit entre Lucienne et Émile. Ce dernier, incapable de rembourser ses dettes à la banque, ne veut pas voir la réalité en face et fait semblant de ronfler pour éluder les questions trop directes de Lucienne.

### Goutte à goutte
Dialogue au lit entre Lucienne et Émile. Ce dernier rechigne à se lever pour aller fermer le robinet de l’étage en bas qui goutte et dont le bruit empêche Lucienne de dormir. Ce n’est qu’au bout de deux tentatives, dont une avec une chute dans l’escalier, qu’Émile s’apercevra que c’est en réalité le mainate qui simule un bruit de robinet qui goutte.

### The Elite Club
Émile essaie à présent d’intégrer le très prestigieux Elite Club pour se faire des contacts qui lui permettront de retrouver un travail. Il a invité à la maison le baron Gontran de Quincy et son épouse (interprétée par Béa Hercolini), dont il peine à se rappeler le prénom (c’est par hasard grâce au mainate qu’on s’aperçoit que son prénom est Renée). Le contraste de classe sociale est saisissant. À l’heure de l’apéritif, Émile et Lucienne doivent piteusement avouer à leurs invités du jour qu’ils n’ont que de la bière, du coca ou de la sangria à offrir au lieu des boissons raffinées qui leur avaient été demandées.

### Enfin seul
Émile espère savourer calmement une soirée seul à la maison. C’était sans compter sur Valérie qui revient en pleurs après une dispute avec Kevin, sur le plombier de retour de plusieurs mois d’absence, sur Bobonne dont le surgélateur est en panne et qui rapatrie ses fishsticks chez eux pour leur demander « l'asile frigorifique », sur des clients qui appellent pour une blague par téléphone et sur le technicien de Belgacom qui vient installer une ligne téléphonique supplémentaire. Bobonne fait un malaise, lié à l’ingestion de fishsticks restés 48 heures hors du surgélateur.

### Le lancement de Radio Rigolade
Ayant monté un petit studio dans le salon, Émile s’apprête à lancer une nouvelle station de radio, avec l’aide d’Elliot. Émile a déjà choisi son pseudonyme de Renard argenté. Lucienne prédit déjà l’échec de cette nouvelle tentative, qui devrait les amener une fois de plus « droit dans le mur ». Si les premières minutes d’antenne sont assez ratées, c’est heureusement sans conséquences, Elliot ayant oublié d’installer l’émetteur.

### La maîtresse de Maurice
Poursuivant toujours son activité sur Radio Rigolade, Émile doit néanmoins faire le constat que l’audimat n’est pas au rendez-vous. Bobonne débarque, assez énervée. Elle commence par un long monologue sur ses mésaventures au supermarché pour comparer, sans ses lunettes, les prix de marques différentes de fishsticks ou de cassettes vidéo. De plus, elle a trouvé une lettre d’amour écrite par l’ancienne maîtresse de son défunt mari, « Fernande, celle qui est si vulgaire ». Le micro de la radio s’est malencontreusement enclenché et Bobonne lit sans s’en apercevoir la lettre à l’antenne. Dans les minutes qui suivent, de nombreux auditeurs appellent le studio pour exprimer leur satisfaction sur cette nouvelle émission.

### Fini la télévision
Lucienne raconte au plombier comment Émile a décidé de renoncer à la télévision, « l’opium du peuple ». Pour ce faire, il a enfermé la télécommande dans une vieille armoire du grenier (dont il a mis la clé dans un coffre à la banque dont il a oublié exprès la combinaison), jeté les piles de la télécommande au fond du jardin, changé les présélections des canaux, brouillé les réglages de couleur et de luminosité, dénudé le câble antenne, démonté la fiche électrique et cimenté la fiche murale. Mais il n’aura pas tenu plus de quelques minutes à lire un livre (Le Monde de Sophie) et a entrepris dans la précipitation de réinstaller la télévision et de récupérer la télécommande et les piles.

### Essayage
L’épisode se déroule dans une teinturerie. Bobonne, ayant confondu l’endroit avec un magasin de vêtements, souhaite acheter les vêtements qu’elle y aperçoit et, surprise de constater que « tout est à 6000 francs », se déshabille pour les essayer, en dépit des protestations de la caissière (interprétée par Virginie Svensson).

### Eurovision
Émile entreprend des transformations dans le salon, pour changer le téléviseur de place. Il a en effet invité, sans concertation avec Lucienne, les copains du club de basket d’Elliot à venir regarder le Concours Eurovision de la chanson dans le salon. En l’aidant, Elliot parvient uniquement à briser un vase, une lampe, un plat chinois et la table basse en verre. C’en est trop pour Lucienne qui décide alors de mettre fin à cette mascarade en brisant le poste de télévision tout en annonçant triomphalement « Lucienne, twelve points ».

### Le privé
Émile lance une nouvelle émission sur Radio Rigolade où les auditeurs peuvent appeler pour poser des questions à Bobonne. Elliot s’étant trompé dans les branchements téléphoniques, les amis de la famille qui appellent le numéro privé des Tilkin se retrouvent à l’antenne, tandis que Bobonne, complètement sourde, dispense ses conseils sur le bon choix d’une prothèse capillaire pour hommes.

## Musique
Le morceau Les Demoiselles de Province extrait de la bande originale du film Clérambard (Yves Robert, 1969) composée par Vladimir Cosma sert de générique à la saga.